# Ван Гент (эсминец, 1928)
Hr. Ms. Van Ghent, бортовая литера GT (Его величества Ван Гент) — эсминец флота Нидерландов типа Ван Гент, головной в серии. До 1934 года носил название De Ruyter.
Заложен на верфи «Koninklijke Maatschappij de Schelde» в Флиссингене 21 августа 1925 года, спущен на воду 23 октября 1926 года, вступил в строй 31 мая 1928 года.
15 февраля 1942 года сел на риф Бамиджо в проливе Банка в точке с координатами 03°05′ ю. ш. 107°21′ в. д. и подорван экипажем.